# Lichtenberg (métro de Berlin)
Pour les articles homonymes, voir Lichtenberg.
Lichtenberg est une station de la ligne 5 du métro de Berlin. Elle est située sous la Frankfurter Allee dans le quartier du Lichtenberg à Berlin en Allemagne.
Elle est en correspondance avec la gare de Lichtenberg.

## Situation sur le réseau

Plan du métro.

La station Lichtenberg de la ligne 5 du métro de Berlin, est située entre la station Magdalenenstraße, en direction du terminus Hauptbahnhof, et la station Friedrichsfelde, en direction du terminus Hönow.
Elle dispose d'un quai central encadré par les deux voies de la ligne.

## Histoire
La station Lichtenberg est mise en service le 21 décembre 1930, lors de l'ouverture à l'exploitation de la ligne E entre Alexanderplatz et Friedrichsfelde.

## Services aux voyageurs

### Desserte

Installations et desserte
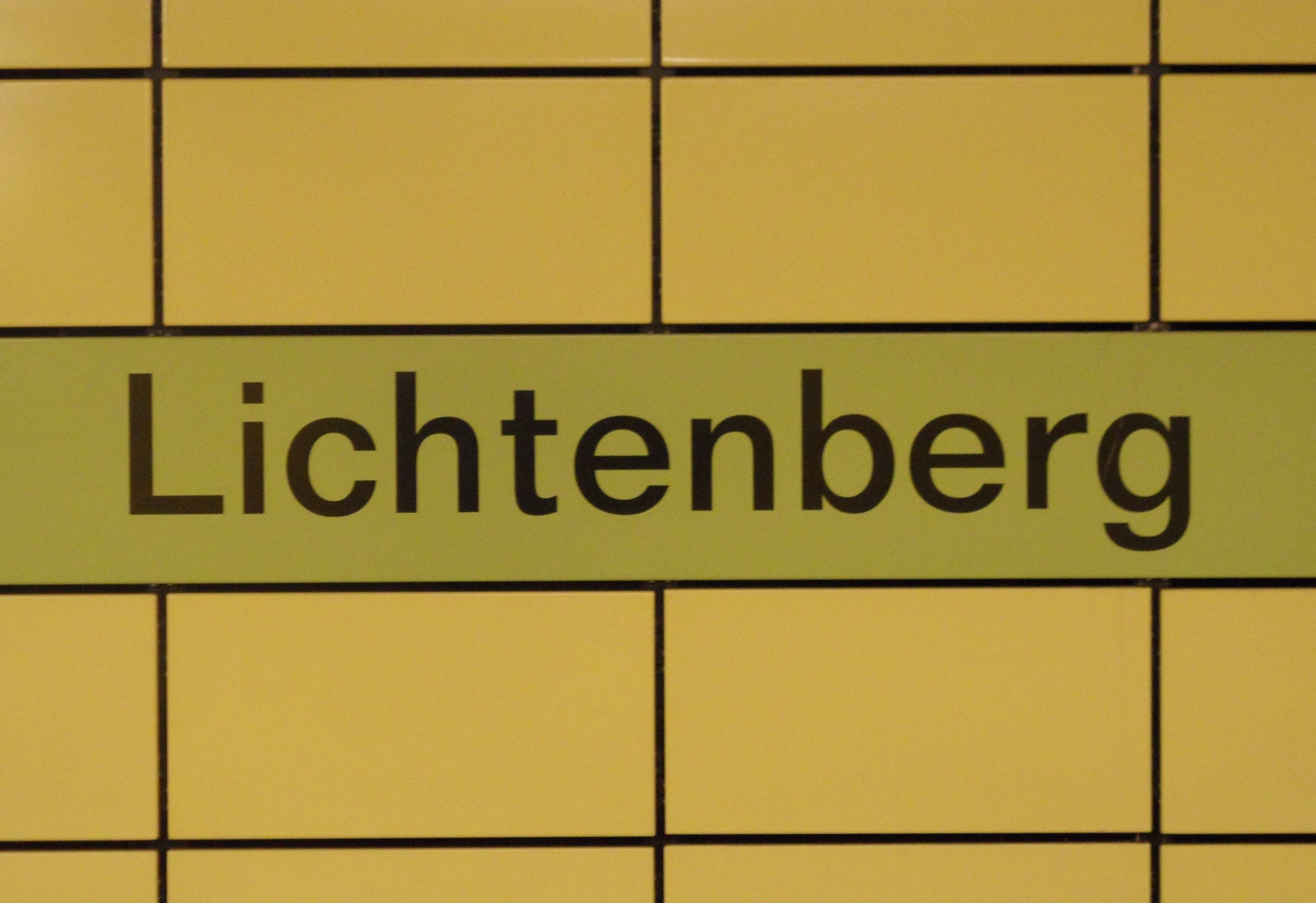
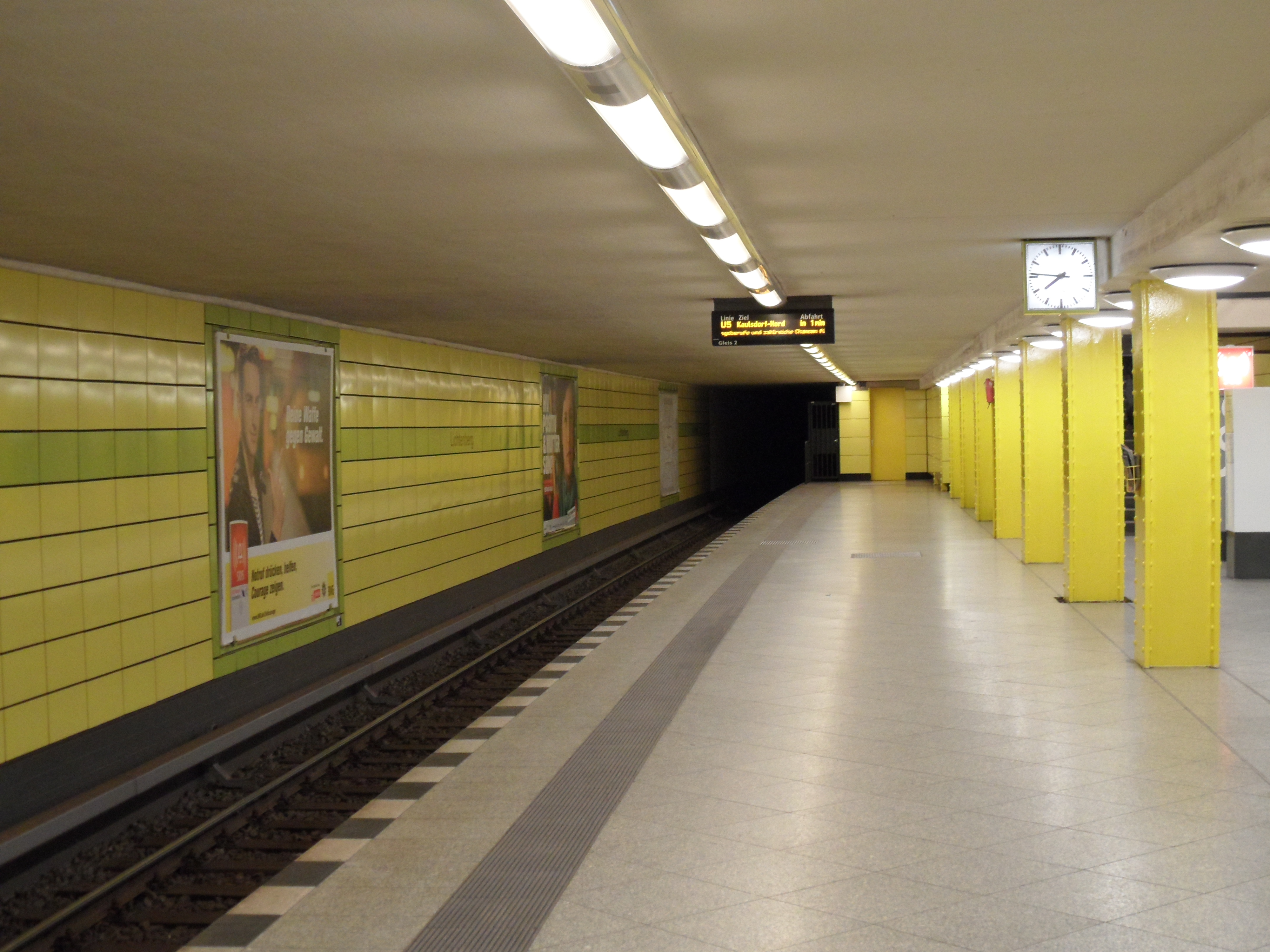
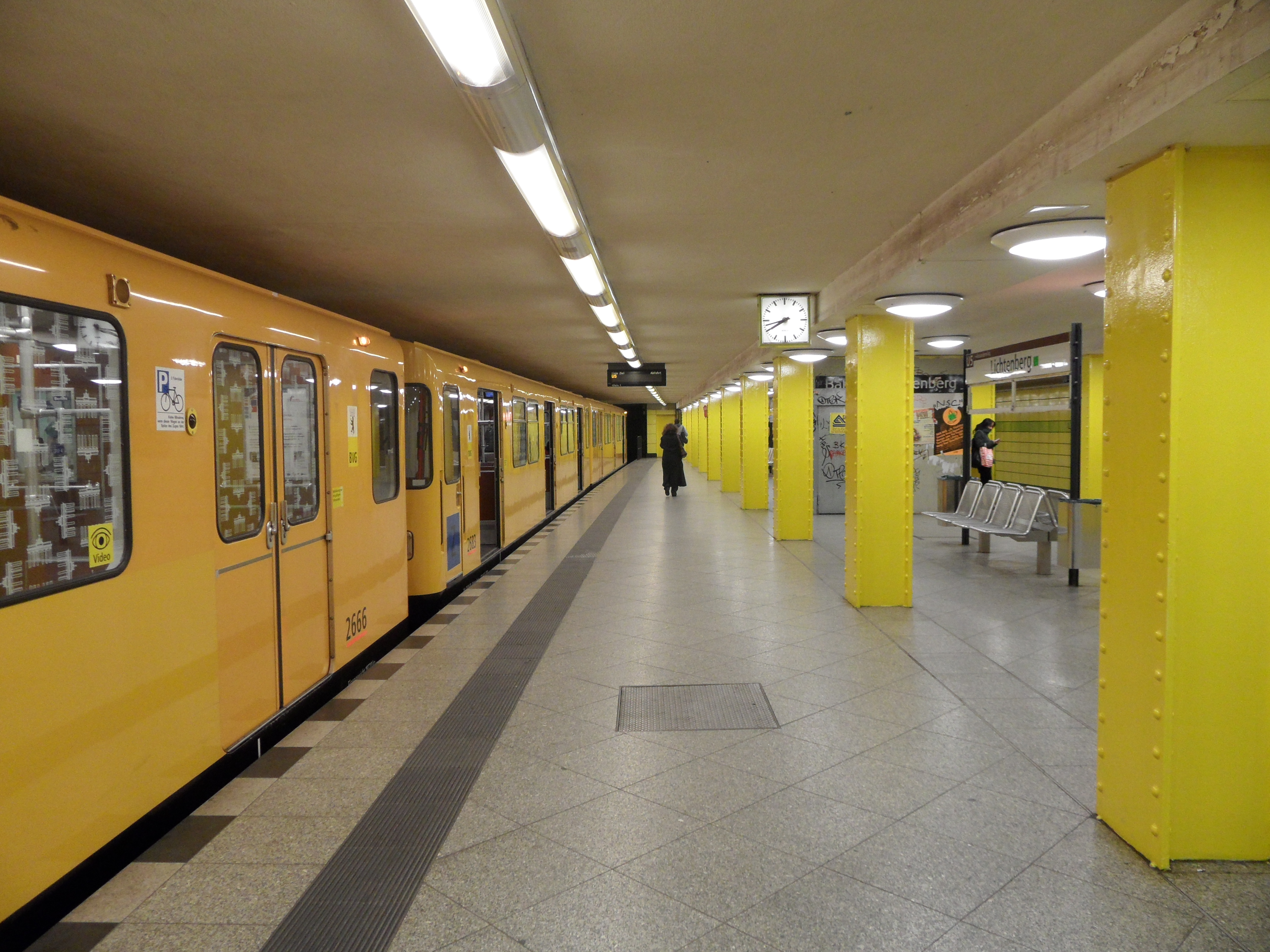

### Intermodalité
Elles est en correspondance avec les lignes   et  du S-Bahn, no 21 et 37 du réseau de tramway, ainsi que les autobus no 108, 240 et 296 de la BVG.